# Ghiacciaio Valle del crepaccio
Il ghiacciaio Valle del crepaccio (in inglese Crevasse Valley Glacier) è un ghiacciaio ricco di crepacci e lungo circa 48 km situato sulla costa di Ruppert, nella parte occidentale della Terra di Marie Byrd, in Antartide. Il ghiacciaio, il cui punto più alto si trova a circa 800 m s.l.m., fluisce in direzione ovest scorrendo tra le montagne di Chester, a nord, e il monte Saunders, a sud, fino ad andare ad alimentare la piattaforma glaciale Sulzberger.

## Storia
Il ghiacciaio Valle del crepaccio è stato scoperto da un reparto della seconda spedizione Antartica comandata dall'ammiraglio Richard Evelyn Byrd nel novembre-dicembre 1934 ed è stato poi così chiamato in virtù della sua superficie ricca di crepacci.